# Francis Charles Robert Jourdain
Pour les articles homonymes, voir Jourdain (homonymie).
Francis Charles Robert Jourdain est un prêtre anglican, ornithologue britannique, spécialiste des œufs, né le 4 mars 1865 à Audenshaw Lodge et mort le 27 février 1940 à Bournemouth.

## Biographie
Francis Charles Robert Jourdain naît en 1865 à Audenshaw Lodge, près de Manchester. Il est le fils aîné du pasteur anglican Francis Jourdain et de son épouse Emily Clay. L'un de ses frères, Philip, est logicien, sa sœur Margaret est historienne d'art, et Eleanor est principale d'un collège d'Oxford. Il fait ses études au Magdalen College d’Oxford et il est ordonné prêtre anglican en 1890. Il conduit la première expédition de l’université d'Oxford au Spitzberg et voyage souvent en Europe et en Afrique du Nord. Il est membre de la Zoological Society of London, de la British Ornithologists' Union, fondateur de la British Oological Association (qui changera son nom en Jourdain Society (en) après sa mort).
Il préside l’Oxford Ornithological Society et diverses autres sociétés savantes ornithologiques. Il constitue l’une des plus importantes collections privés d’œufs d’Europe.

## Publications
- 1912 : A Hand-List of British Birds, avec Ernst Hartert, Norman Frederick Ticehurst & Henry Witherby, H.F. & G. Witherby Ltd, Londres.
- 1906-1909 : The Eggs of European Birds.
- 1930 : British Birds, avec Frederick Bernulf Kirkman, Nelson & Jack.
- 1938-1941 : The Handbook of British Birds, avec H.F. Witherby, N.F. Ticehurst & Bernard William Tucker, vol. 1-5, H.F. & G. Witherby Ltd: Londres.